# Mariä Heimsuchung (Hirschenhausen)

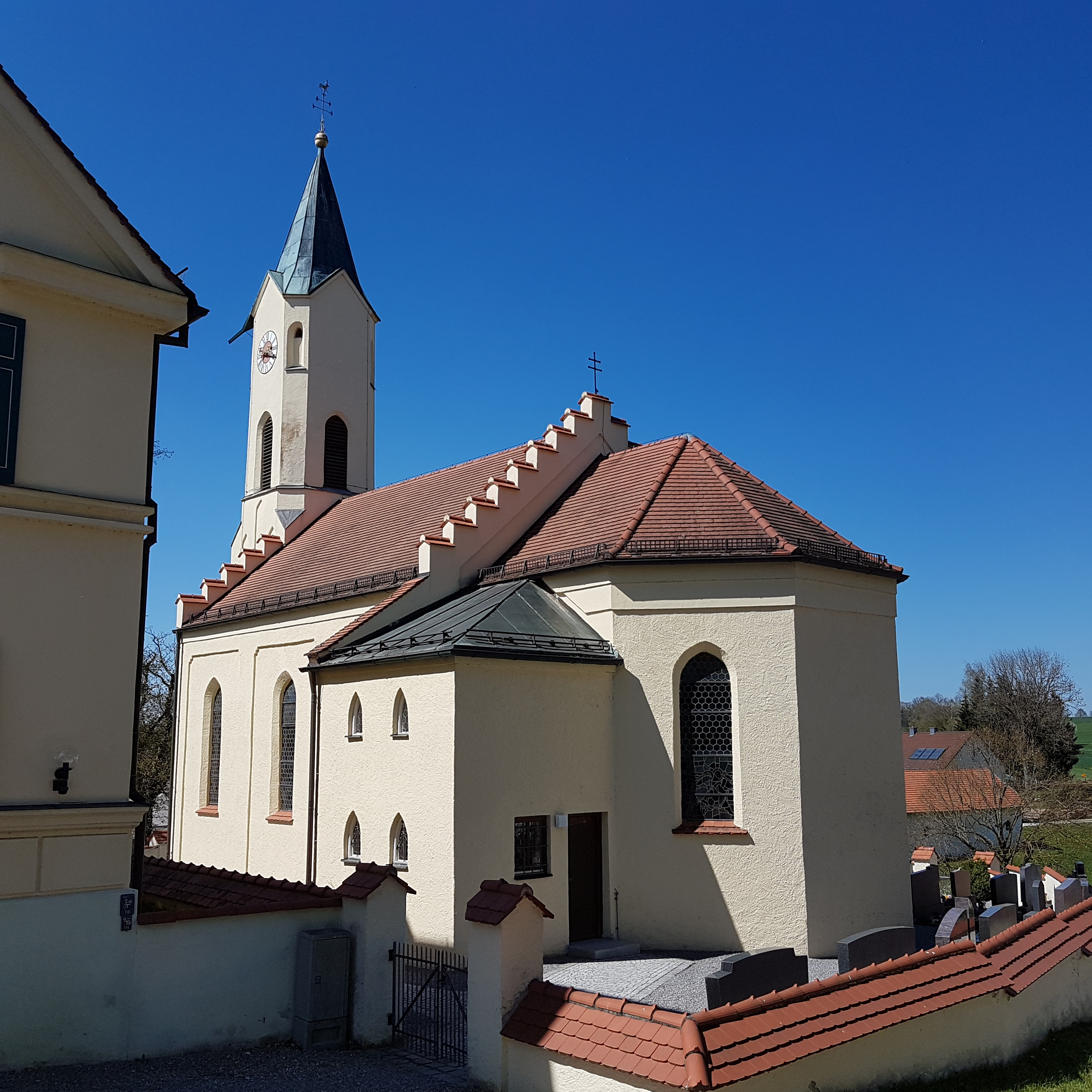
Mariä Heimsuchung in Hirschenhausen

Die römisch-katholische Filialkirche Mariä Heimsuchung steht in Hirschenhausen, einem Gemeindeteil von Jetzendorf im oberbayerischen Landkreis Pfaffenhofen an der Ilm. Das Bauwerk ist in der Liste der Baudenkmäler in Jetzendorf als Baudenkmal unter der Nr. D-1-86-132-13 eingetragen. Die Kirche gehört zum Dekanat Freising im Erzbistum München und Freising.

## Beschreibung
Die neugotische Saalkirche wurde 1859 erbaut. Sie besteht aus dem Langhaus mit Staffelgiebeln, dem eingezogenen, dreiseitig geschlossenen Chor im Osten, der Sakristei an der Südwand des Chors und dem Fassadenturm auf quadratischem Grundriss im Westen. Das Portal befindet sich im Turm, dessen oberstes Geschoss mit abgeschrägten Ecken den Glockenstuhl und die Turmuhr enthält.
Die Innenräume von Langhaus und Chor sind mit Kassettendecken überspannt. Im Chor befindet sich eine um 1600 entstandene Mondsichelmadonna. Im Langhaus ist eine Schnitzgruppe des Heiligen Wandels vorhanden, die um 1770 datiert wird.